# Sérgio Mendes
Sérgio Santos Mendes (Niterói, 11 febbraio 1941 – Los Angeles, 5 settembre 2024) è stato un pianista, compositore, cantante e arrangiatore brasiliano, considerato uno dei maggiori esponenti della musica brasiliana..

## Biografia
Dopo il diploma di pianoforte, conseguito al conservatorio della sua città natale, alla fine degli anni '50 si trasferì a Rio de Janeiro e cominciò a suonare nei locali, con il suo personalissimo stile "melange" di bossanova e jazz. In quel periodo ebbe modo di conoscere e collaborare con molti artisti brasiliani, tra i quali Antônio Carlos Jobim e João Gilberto, assorbendo nel contempo l'influenza dei molti grandi jazzisti che venivano in tournée dagli Stati Uniti.
Nel 1961 Mendes formò il suo primo gruppo, il Sexteto Bossa Rio e incise Dance Moderno, effettuando tournée in Europa e negli Stati Uniti. Nel 1964 si trasferì definitivamente a Los Angeles e con il suo nuovo gruppo, i Brazil '65, firmò un contratto con la Capitol Records e in seguito con la Atlantic Records. Tuttavia i risultati di vendita non furono brillanti e Mendes stracciò i contratti precedenti, siglando un nuovo accordo con la A&M, con la quale registrò Sergio Mendes and Brasil '66; il disco, pubblicato in tutto il mondo, ebbe grande successo, soprattutto grazie alla trascinante Mas que nada (scritta da Jorge Ben) e alla bravura delle due vocalist Lani Hall e Bibi Vogel. Mendes continuò in seguito a incidere album con esiti alterni e fu soltanto nel 1983, con Never Gonna Let You Go, che bissò il successo di Sergio Mendes and Brasil '66.
Fra le tante gratificazioni professionali che Mendes poteva vantare, vanno ricordate le sue performance alla Casa Bianca per i presidenti Lyndon B. Johnson e Richard Nixon.
Dopo essersi eclissato per qualche tempo dalla scena musicale (anche se in Giappone e Sudamerica rimase sempre popolarissimo), Mendes era ritornato alla ribalta nel 2006 con l'album Timeless, che comprende collaborazioni con artisti come The Black Eyed Peas (per il remix di Mas que nada), Erykah Badu, Black Thought, Chali 2na, India.Arie, John Legend, Justin Timberlake, Q-Tip, Stevie Wonder e Pharoahe Monch.
Durante l'estate 2008 tornò a essere trasmesso da tutte le radio grazie al singolo Funky Bahia (tratto dall'ultimo album Encanto) nato anche dalla collaborazione con Will.i.am e Siedah Garrett.
Nel 2009 Mendes collaborò all'album di Jovanotti Safari, partecipando come arrangiatore e pianista al brano Punto, sesto singolo estratto dal disco.
Morì nella sua casa di Los Angeles il 5 settembre 2024 all'età di 83 anni per complicazioni legate alla sindrome post-COVID-19.

## Formazione Brasil '66
- Sérgio Mendes - piano
- Lani Hall e Bibi Vogel - voci soliste
- Bob Matthews - basso
- José Soares - percussioni
- João Palma - batteria
- John Pisano - chitarra

## Discografia

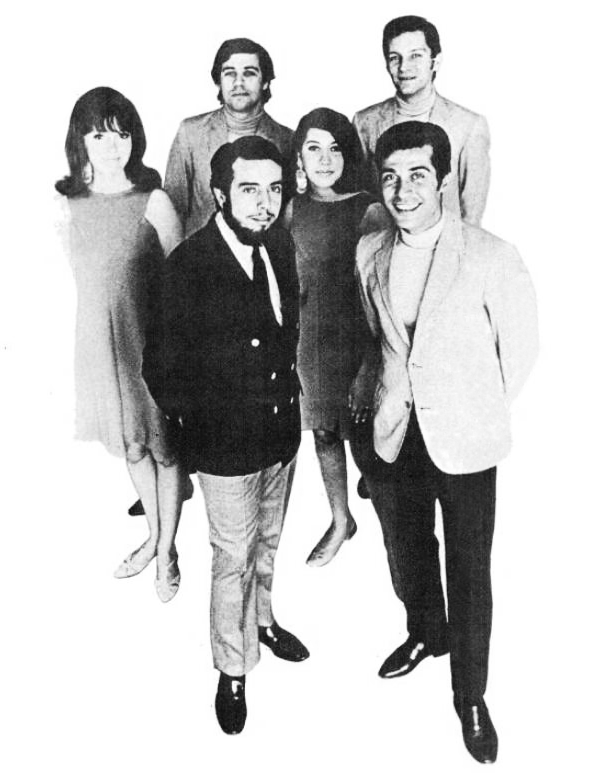
Sergio Mendes & Brasil '66

### Album
- 1961: Dance Moderno
- 1963: Quiet Nights
- 1963: Você ainda não ouviu nada (Sérgio Mendes & Bosso Rio)
- 1964: Bossa Nova York - Sergio Mendes Trio
- 1964: Cannonball's Bossa Nova with Bossa Rio
- 1964: In Person at El Matador - Sergio Mendes & Brasil '65
- 1965: The Swinger From Rio (with Antônio Carlos Jobim)
- 1965: Brasil '65. Wanda de Sah featuring The Sergio Mendes Trio
- 1966: The Great Arrival, 1966, LP/CD
- 1966: Herb Alpert Presents Sergio Mendes & Brasil '66,
- 1967: Equinox - Sergio Mendes & Brasil '66
- 1967: The Beat of Brazil
- 1968: Sergio Mendes Favorite Things
- 1968: Look Around Sergio Mendes & Brasil '66
- 1968: The Fool on the Hill - Sergio Mendes & Brasil '66
- 1969: Crystal Illusions - Sergio Mendes & Brasil '66
- 1970: Ye-me-lê. Sergio Mendes & Brasil '66
- 1970: Live at Expo' 70. Sergio Mendes & Brasil '66
- 1971: Stillness - Sergio Mendes & Brasil '66
- 1971: País Tropical - Sergio Mendes & Brasil '77
- 1972: Primal Roots (AKA Raizes) - Sergio Mendes & Brasil '77
- 1973: Love Music - Sergio Mendes & Brasil '77
- 1973: In Concert - Sergio Mendes & Brasil '77'
- 1974: Vintage 74 - Sergio Mendes & Brasil '77
- 1975: Sergio Mendes
- 1976: Homecooking - Sergio Mendes & Brasil '77
- 1977: Sergio Mendes & and the New Brasil '77'
- 1978: Brasil '88
- 1978: Pelé - (Original Soundtrack)
- 1979: Magic Lady, 1979
- 1979: Horizonte Aberto
- 1983: Sergio Mendes
- 1984: Confetti
- 1986: Brasil '86, 1986
- 1989: Arara
- 1992: Brasileiro
- 1996: Oceano
- 2006: Timeless
- 2008: Encanto
- 2010: Bom Tempo
- 2014: Magic
- 2020: In the Key of Joy

### Singoli nella Hot 100 Hits
Sergio Mendes & Brasil '66
- 1966 - Mas que nada - #47
- 1966 - Constant Rain (Chove Chuva) - #71
- 1967 - For Me - #98
- 1967 - Night and Day - #82
- 1968 - The Look of Love - #4
- 1968 - The Fool on the Hill - #6
- 1968 - Scarborough Fair - #16
- 1969 - Pretty World - #62
- 1969 - (Sittin' on) the Dock of the Bay - #66
- 1969 - Wichita Lineman - #95

Sergio Mendes
- 1983 - Never Gonna Let You Go - #4 (Adult Contemporary numero 1/4 wks.; vocals: Joe Pizzulo, Leeza Miller)
- 1983 - Rainbow's End - #52 (vocals: Dan Sembello)
- 1984 - Olympia - #58 (vocals: Joe Pizzulo)
- 1984 - Alibis - #29 (vocals: Joe Pizzulo)